# Burni Segeu
Burni Segeu är ett berg i Indonesien.   Det ligger i provinsen Aceh, i den västra delen av landet, 1 600 km nordväst om huvudstaden Jakarta. Toppen på Burni Segeu är 1 858 meter över havet, eller 209 meter över den omgivande terrängen. Bredden vid basen är 2,0 km.
Terrängen runt Burni Segeu är bergig norrut, men söderut är den kuperad.Runt Burni Segeu är det mycket glesbefolkat, med 2 invånare per kvadratkilometer. I omgivningarna runt Burni Segeu växer i huvudsak städsegrön lövskog.